# Mikkel Solnado
Mikkel Schmidt Solnado (* 20. Oktober 1975 in Kopenhagen) ist ein dänisch-portugiesischer Pop-Sänger.

## Leben
Er ist in Dänemark als Sohn des portugiesischen Komikers und Schauspielers Raul Solnado und der Dänin Hanne-Louise Schmidt geboren. Für Musik interessierte er sich, nachdem er im Alter von elf Jahren erstmals Iron Maiden hörte und besonders vom Spiel des Schlagzeugers Nicko McBrain fasziniert war. Nachdem er in einer Death-Metal-Band gespielt hatte, war er von 1995 bis 2000 Mitglied der Rockband Mike Sunset.
2006 wurde er von der dänischen Produktionsfirma Gabriel Flies engagiert, die auch als gleichnamige Musikgruppe auftrat. Er spielte von 2007 bis 2010 in der Band und arbeitete als Produzent bei den Studioaufträgen von Radio, Werbung und Musikkollegen. Solnado war auch öfter Gast anderer Musiker, sowohl als Sänger als auch als Liedautor, etwa für den Rapper Jokeren.
Nach dem Tod seines Vaters rückte Mikkel Solnado in das Blickfeld der Öffentlichkeit in Portugal, etwa bei der Gala der Globo-de-Ouro-Verleihung 2009, bei der er vor einem Millionenpublikum auftrat, im Coliseu dos Recreios und mit Fernsehübertragung durch die SIC. So erhielt er auch eine größere Aufmerksamkeit in Portugal, als er 2012 sein Debütalbum als Solokünstler veröffentlichte. Es erreichte dort die Verkaufscharts.
Er lebt in der Baixa Pombalina, der Unterstadt Lissabons, und schreibt und produziert Musik für Filme, Werbung, Theater, Computerspiele, und das Fernsehen.

## Diskografie
- 2012: Its Only Love, Give It Away